# دانشگاه انتون دی کوم سورینام
دانشگاه انتون دی کوم سورینام (به لاتین: Anton de Kom University of Suriname) یک دانشگاه در سورینام است که در ناحیه پاراماریبو واقع شده‌است.